# Lajos Thallóczy

Lajos Thallóczy (1882)

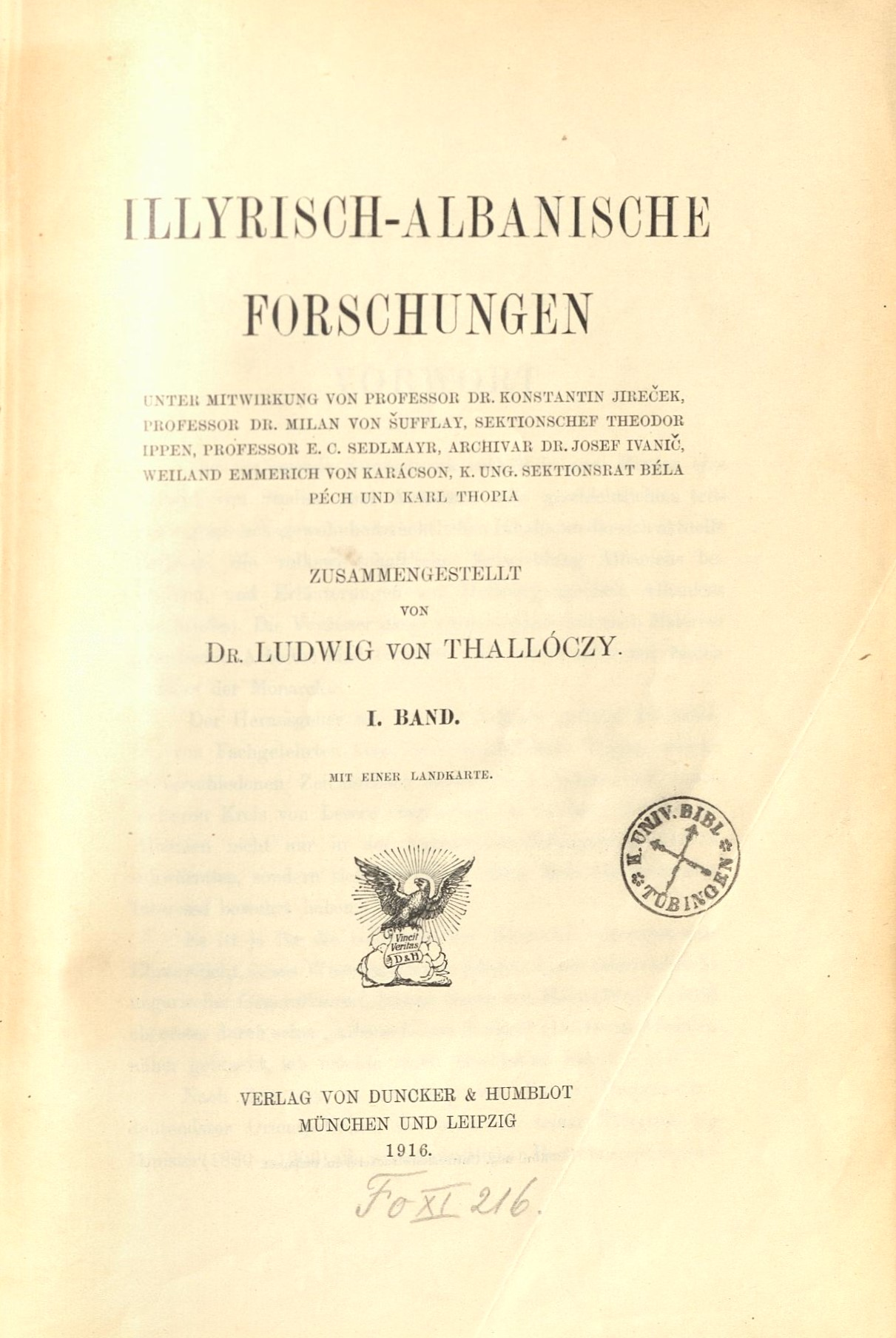
Illyrisch-albanische Forschungen (2 Bände, 1916)

Lajos Thallóczy bzw. Ludwig Thallóczy (* 8. Dezember 1857 als Ludwig Strommer in Kaschau/Kassa, Kaisertum Österreich; † 1. Dezember 1916 in Herceghalom, Österreich-Ungarn) war ein österreichisch-ungarischer Historiker, Begründer der Balkanstudien in Ungarn, Verwaltungsbeamter und Politiker.

## Leben
Ludwig Strommer war als Sohn des Finanzbeamten Benedek Strommer und der Lehrerin Margit, geborene Uhl, ungarndeutscher Herkunft. Nach Besuch eines Gymnasiums in Ofen studierte er ab 1875 Geschichte an der Universität Budapest, seit 1877 auch Rechtswissenschaften und publizierte bereits wissenschaftliche Beiträge.
1877 änderte er aus Karrieregründen seinen Namen von Ludwig Strommer auf Lajos Thallóczy, nach einer ungarisch-kroatischen Adelsfamilie. 1878 promoviert, 1879 habilitiert, war er gleichzeitig Mitarbeiter im Ungarischen Staatsarchiv. 1884 wurde er von Reichsfinanzminister Benjámin Kállay beauftragt, die Geschichte von Bosnien und Herzegowina zu erforschen. Damit wollte man die Bildung einer „gesamtbosnischen nationalen Identität der konfessionell geteilten Bevölkerung“ Bosnien fördern. 1892 wurde er mit der Leitung des österreichisch-ungarischen Finanzarchivs betraut, 1896 zum Hofrat ernannt, seit 1901 war er Sektionschef. Als Sektionschef war er bis 1914 verantwortlich für die bosnisch-herzegowinischen Kultus- und Unterrichtsangelegenheiten. Er forcierte dort zwar den Ausbau der Volksschulen, war aber gegen mehr Gymnasien oder die Gründung einer Universität in Sarajevo.
Nach zehnjähriger Forschungsarbeit in über hundert Archiven und Bibliotheken des In- und Auslandes veröffentlichte Thallóczy eine umfangreiche Quellensammlung zur Geschichte Bosniens. Die Publikationen wurden mit Unterstützung von Slawisten aus der gesamten Monarchie noch bedeutend erweitert. Seit 1895 beschäftigte er sich auch mit albanischer Geschichte und veröffentlichte 1912 mit Konstantin Jireček und Milan von Šufflay Regesten zur mittelalterlichen Geschichte Albaniens. Trotz der machtpolitischen Motivation seiner Werke, blieben diese für die „spätmittelalterliche Geschichte des nördlichen Balkan von grundlegender Bedeutung“. Eine Darstellung der mittelalterliche Geschichte des westlichen Balkans in Wechselwirkung mit Ungarn, war indirekt natürlich auch eine historische Rechtfertigung für die dortigen politischen und wirtschaftlichen Führungsansprüche Ungarns. Thallóczy war außerdem Präsident der ungarischen historischen Gesellschaft und Mitglied der Ungarischen Akademie der Wissenschaften.

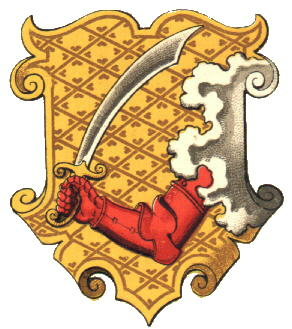
Das von Thallóczy initiierte Wappen von Bosnien und Herzegowina ab 1889.

Thallóczy übte als anerkannter Experte bei politischen Fragen des Balkans und auch bei diesbezüglichen Differenzen zwischen Österreich und Ungarn bedeutenden Einfluss aus. Er gehörte zu den wichtigsten balkanpolitischen Beratern Gyula Andrássys und Benjámin Kállays, später auch des ungarischen Ministerpräsidenten István Tisza, ohne dessen Zustimmung keine grundlegenden außenpolitischen Beschlüsse des Gesamtstaates möglich waren. Thallóczy missbilligte den harten Repressionskurs des bosnischen Landeschefs Potiorek in Bosnien und dessen Berichterstattung im Sinne der Kriegstreiber im Generalstab.
Im Ersten Weltkrieg war Thallóczy seit dem 16. Jänner 1916 ungarischer Landeszivilkommissar für das österreichisch besetzte Serbien, wurde aber von der militärischen Verwaltung so behindert und ignoriert, dass er sogar um eine Versetzung nach Albanien ansuchte. Tisza intervenierte jedoch bei Armee-Oberkommandant Erzherzog Friedrich und Außenminister Burián, bis Anfang Juli 1916 die verantwortlichen Militärs abgelöst wurden. Im September wurden schließlich zivile Verwaltung Serbiens unter Thallóczy und die militärische Verwaltung getrennt.

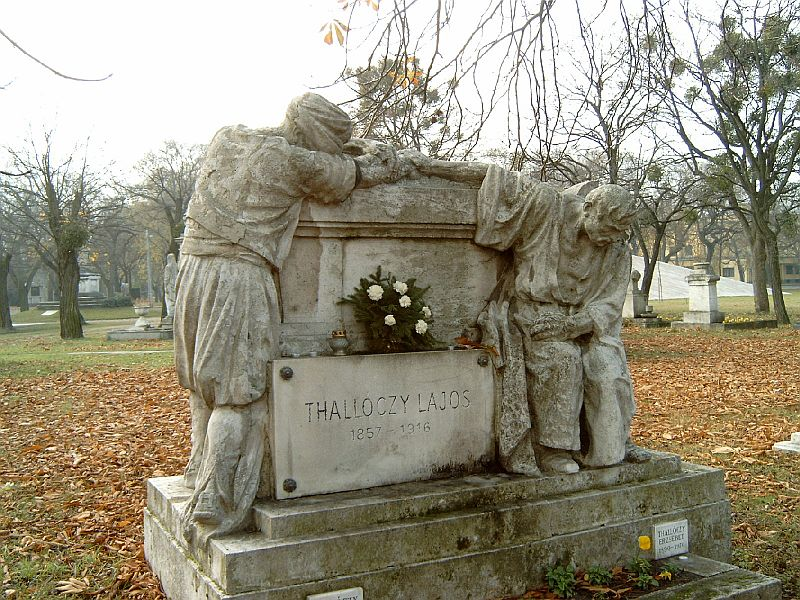
Grab Thallóczys am Kerepesi temető

Während der Rückfahrt vom Begräbnis Kaiser Franz Josephs kam er beim Eisenbahnunfall von Herceghalom ums Leben.

## Schriften (Auswahl)
- Studien zur Geschichte Bosniens und Serbiens im Mittelalter. Duncker & Humblot, München/Leipzig 1914.
- (Hrsg.): Illyrisch-albanische Forschungen. Duncker & Humblot, München 1916, 2 Bände.
- Ferdinand Hauptmann (Hrsg.): Dr. Ludwig Thallóczy-Tagebücher. 23.VI.1914–31.XII.1914. Institut für Geschichte der Univ. Graz, Abt. Südosteurop. Geschichte, Graz 1981.